# میوه‌لی
میوه‌لی (به لاتین: Meyvəli) منطقه‌ای مسکونی در جمهوری آذربایجان است که در شهرستان یولاخ واقع شده است. میوه‌لی ۲۲۷ نفر جمعیت دارد.